# 本興寺 (金沢市)

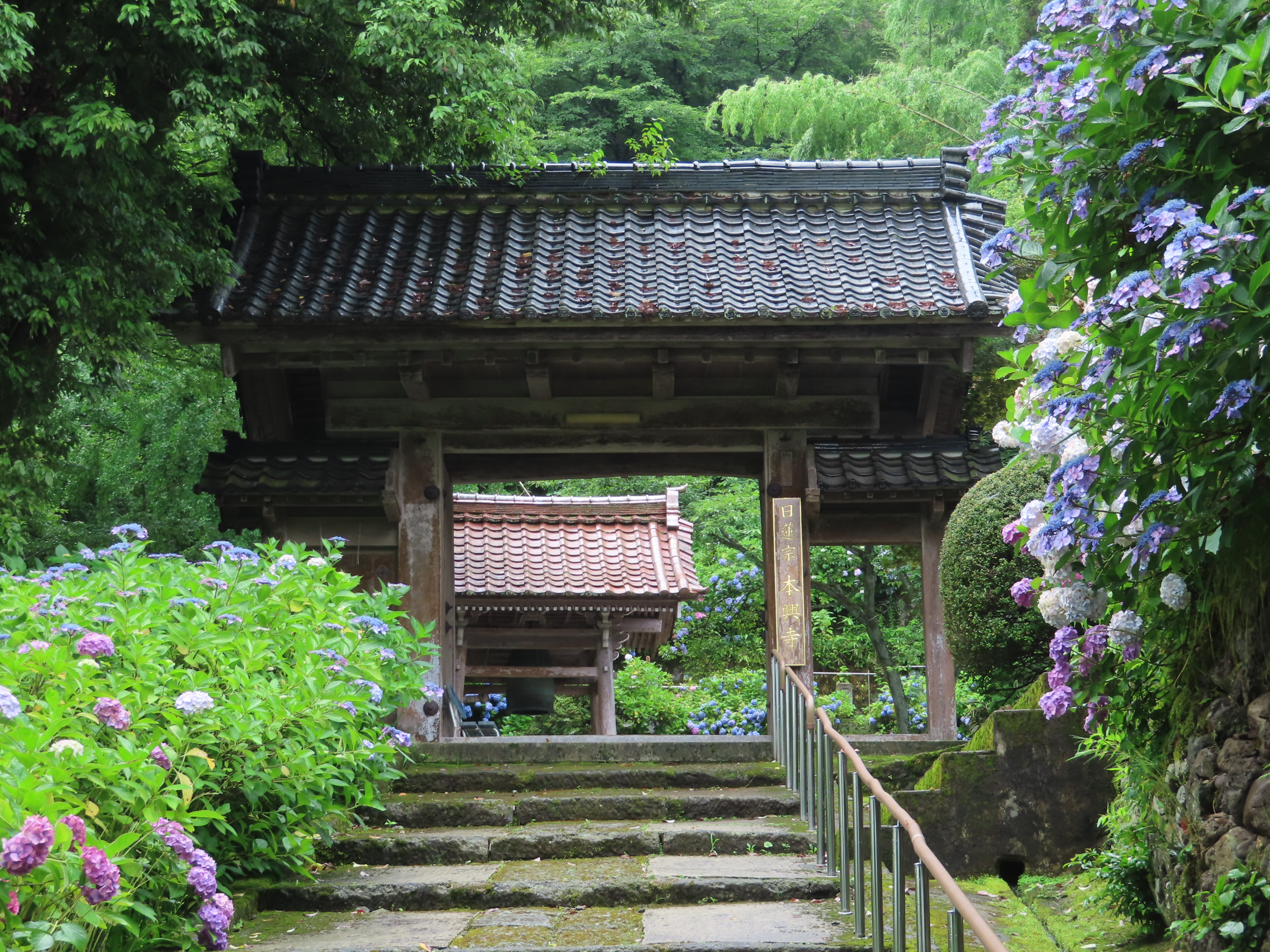
山門（2023年7月）

本興寺（ほんこうじ）は、石川県金沢市薬師町ロにある日蓮宗の寺院。山号は一乗山。旧本山は京都立本寺、潮師法縁。北陸における日蓮宗の古刹の一つ。金沢市指定文化財の木造日蓮聖人坐像附胎内舎利塔を安置する。

## 歴史
- 南北朝時代に日像門流の乗運の開創と伝わる。永和年間（1375年－1379年）又は康暦2年（1380年）頃という。

## 金沢市指定文化財
- 木造日蓮聖人坐像附胎内舎利塔　文明4年（1472年）仏師祐俊が制作、収恩、実有、堅乗の3名によって寄進された。石川県内の日蓮聖人像としては羽咋市妙法寺の像（康正2年（1456年））に続き２番目に古い。祖師堂安置。

## 参考資料
- 日蓮宗寺院大鑑編集委員会『宗祖第七百遠忌記念出版 日蓮宗寺院大鑑』大本山池上本門寺 (1981年)

## 外部サイト
- 日蓮宗公式サイト日蓮宗全寺院マップ

座標: 北緯36度36分1.9秒 東経136度43分1.3秒 / 北緯36.600528度 東経136.717028度